# Güttingen
Güttingen est une commune suisse du canton de Thurgovie, située dans le district de Kreuzlingen.

Photo aérienne prise à 400 m par Walter Mittelholzer (1924).